# Армия Зелёного знамени
Армия Зелёного Знамени (綠營兵) — название категории воинских частей, находящихся под контролем династии Цин в Китае. Он состоял в основном из этнических ханьских солдат и действовал одновременно с маньчжурско-монголо-ханьскими армиями восьми знамён. В районах с высокой концентрацией народа хуэй мусульмане служили солдатами в армии зелёного знамени. После того, как Цин укрепил контроль над Китаем, Армия Зелёного знамени в основном использовалась в качестве полиции.

## История

### Происхождение
Первоначальными войсками Зелёного знамени были солдаты командиров династии Мин, которые сдались Цин в 1644 году и позже. Их войска вступали в армию добровольно и на длительный срок службы; они обычно происходили из социально незащищённых слоёв населения и оставались изолированными от китайского общества, отчасти из-за глубоких антивоенных предубеждений последнего в период позднего Мин, а отчасти потому, что им платили слишком мало и нерегулярно, чтобы они могли вступить в брак и содержать семью.
Цин полагался на солдат «Зелёного знамени», в состав которых входили дезертировавшие вооружённые силы Минской империи, которые присоединились к Цин, чтобы помочь управлять Северным Китаем. Ханьские войска Зелёного знамени активно управляли Китаем на местном уровне, в то время как ханьские знаменосцы, монгольские знаменосцы и маньчжурские знаменосцы попадали в чрезвычайные ситуации только тогда, когда наблюдалось устойчивое военное сопротивление.

## Коксингаи восстание трёх князей-данников
Маньчжуры послали ханьских китайских знаменосцев сражаться против сторонников Минской династии в Гуандуне, Чжэцзяне и Фуцзянь. Цин провёл политику массовой депопуляции и вычистки населения, вынуждая людей эвакуировать побережье, чтобы лишить минских сторонников Коксинги ресурсов, что привело к мифу о том, что это произошло потому, что маньчжуры «боялись воды». В некоторых частях южной провинции Фуцзянь северные ханьские знаменосцы сражались на стороне Цин и тем самым опровергли утверждение о том, что более ранняя прибрежная эвакуация, которая особенно затронула этнический народ танка, была приказана маньчжурами из-за страха перед водой.
В начале восстания трёх феодалов (1673—1681 гг.) цинский двор направил четыреста тысяч солдат армии Зелёного знамени против трёх феодалов в дополнение к 200 000 знаменосцев. Однако в 1673 и 1674 годах силы Цин потерпели сокрушительное поражение от сил мятежника У Саньгуя. Цин пользовался поддержкой большинства ханьских китайских солдат и ханьской элиты против трёх феодалов, и они отказались присоединиться к У Саньгую в восстании, но восемь знамён и маньчжурские офицеры плохо справились с силами У, поэтому Цин ответил огромной армией численностью более 900 000 ханьцев, не принадлежащих к знамёнам, вместо восьми знамён, чтобы подчинить повстанцев. Силы У Саньгуя были разгромлены армией Зелёного знамени, состоящей из дезертировавших солдат Мин.
Во время восстания трёх феодалов (1673—1681) маньчжурские генералы и знаменосцы изначально были посрамлены лучшими действиями ханьской китайской армии зелёного знамени, что было отмечено императором Канси, что побудило его поручить генералам Сунь Сике, Ван Цзиньбао и Чжао Ляндун с ведущими солдатами Зелёного знамени подавили восстание. Цин считали ханьских китайцев превосходными бойцами, поэтому использовали Армию Зелёного знамени, а не знаменосцев, в качестве основной силы в разгроме повстанцев The Qing considered the Han Chinese to be superior fighters, so used the Green Standard Army, rather than Bannermen, as the main force in defeating the rebels..
Против Ван Фучэня на северо-западе Китая Цин поставил знаменосцев в тылу в качестве резерва. Они использовали солдат ханьской китайской армии зелёного стандарта и ханьских китайских генералов, таких как Чжан Ляндун, Ван Цзиньбао и Чжан Юн, в качестве основных вооружённых сил и добились победы над повстанцами . Сычуань и южная часть провинции Шэньси были отвоёваны в 1680 году ханьской армией зелёного знамени под командованием Ван Цзиньбао и Чжао Ляндуна, при этом маньчжуры занимались только логистикой и продовольствием. Четыреста тысяч солдат армии Зелёного знамени и 150 000 знаменосцев служили на стороне Цин во время войны . Двести тринадцать рот ханьских китайских знамён и 527 рот монгольских и маньчжурских знамён были мобилизованы Цин во время восстания.

## Реформа
Реформа военной системы Цин, проведённая императором Канси в последние годы войны трёх феодалов, привела к фундаментальному разделению военной администрации и функций между двумя видами цинской армии. Восемь Знамён старой системы Знамени были сохранены в качестве охранных сил династии, но китайские и монгольские войска постепенно выводились в течение XVIII века, пока большинство войск Знамени снова не стали этническими маньчжурами.
Цин разделил командную структуру армии зелёного знамени в провинциях между высокопоставленными и низкоранговыми офицерами. Самая лучшая и сильная часть находилась под контролем высших офицеров, но в то же время эти части превосходили по численности другие части, которые были разделены между различными офицерами более низкого ранга, так что ни одно из них не могло поднять восстание на свои против Цин, потому что они не контролировали все армии.
Начиная с XVIII века, армия зелёного знамени служила в первую очередь жандармерией или полицией, используемой для поддержания местного правопорядка и подавления мелких беспорядков. Это также способствовало большей части сил, отправленных в крупные кампании. Армия зелёного знамени была чрезвычайно раздроблена: буквально тысячи больших и малых аванпостов по всей империи, многие из которых насчитывали всего двенадцать человек. Он был разделён на гарнизоны размером с батальон, подчинявшиеся через региональных бригадных генералов главнокомандующим (提督; Тиду) в каждой провинции. У каждого из губернаторов и генерал-губернаторов был батальон войск Зелёного знамени под личным командованием, но их основные обязанности заключались в судебной и налоговой сферах, а не в борьбе со вторжением или восстанием. В мирное время один офицер редко командовал более чем 5000 человек.
Строго говоря, армия зелёного знамени не была наследственной силой, хотя династия направляла свои усилия по вербовке в первую очередь на сыновей и других родственников служилых солдат. Призыв на военную службу считался пожизненным занятием, но, как правило, получить увольнение и переклассифицироваться в гражданское лицо было очень просто.
Для войск Зелёного знамени в приграничных районах использовалась система ротации. В Кашгарии войскам «Зелёного знамени» из Шэньси и Ганьсу пришлось прослужить трёхлетний срок службы, позже увеличенный до пяти лет, а затем вернуться домой.
Ещё во время восстания Белого Лотоса 1794—1804 годов армии Зелёного знамени начали демонстрировать снижение военной эффективности, что сделало их совершенно неэффективными в борьбе с повстанцами. Этому снижению способствовали по крайней мере восемь факторов: (1) зарплата солдат не росла вместе с инфляцией, что вынудило большинство из них искать работу на стороне, чтобы прокормить свои семьи; (2) широкое рассредоточение постов препятствовало централизованному обучению, в то время как полицейские и гражданские обязанности армий оставляли мало времени для учений; (3) силы военного времени были созданы путём набора небольшого количества солдат из многочисленных существующих подразделений вместо использования существующих подразделений, что разрушало сплочённость подразделений и приводило к «раскольническому влиянию, плохой координации и оперативной неэффективности»; (4) вакансии в рядах армий либо оставались незаполненными, чтобы офицеры могли прикарманить недостающие солдатские довольствия, либо заполнять должности личными протеже; (5) безудержная зависимость от азартных игр и опиума; (6) практика разрешения солдатам нанимать замену, часто нищих, тренироваться и сражаться вместо них; (7) редкое бурение; (8) слабая дисциплина из-за неуважения к неумелым офицерам, часто назначаемым из-за фаворитизма и ликумовства.
Ма Чжаньао, бывший мусульманский повстанец, перешёл на сторону Цин во время Дунганского восстания (1862—1877 гг.), и после окончания войны его мусульманские силы были завербованы в Армию зелёного знамени цинской армии.
Династия Цин попыталась преобразовать свои вооружённые силы в современную национальную армию европейского образца после Первой китайско-японской войны (1894—1895) и Боксёрского восстания (1900). Армия зелёного знамени была полностью реструктурирована. В 1907 году Комиссия по реорганизации армии рекомендовала уволить худшие из войск Зелёного стандарта, а остальные реорганизовать в провинциальные «Патрульные и оборонительные силы», чтобы они служили жандармерией в мирное время и резервом для регулярных сил во время войны. Около 20-30 процентов подразделений «Зелёного знамени» планировалось распустить. Ко времени Синьхайской революции 1911 года реформа этих подразделений всё ещё продолжалась, но патрульные и оборонительные силы были созданы почти в каждой провинции.